# Lei mi odia
Lei mi odia (She Hate Me) è un film del 2004 diretto da Spike Lee.
È stato presentato fuori concorso alla 61ª Mostra internazionale d'arte cinematografica di Venezia.

## Trama
Jack Armstrong (Anthony Mackie) è un afroamericano trentenne, laureato ad Harvard e lavora come funzionario in una multinazionale del farmaco. Un giorno denuncia la propria azienda per aver gonfiato i titoli in borsa di un nuovo e fasullo medicinale contro l'AIDS.
Jack viene licenziato e si ritrova con il conto in banca congelato e un processo in atto. Inoltre la sua ex fidanzata, Fatima (Kerry Washington), scopertasi lesbica, esige il suo seme per far avere un figlio a lei e alla sua nuova compagna.

## Produzione
All'origine del film c'è il fallimento della Enron, avvenuto nel 2002, e altre grandi aziende statunitensi come la Tyco, la WorldCom e la Halliburton. «Queste aziende rappresentano l'avidità più assoluta. Negli Stati Uniti non è più il governo che comanda, comandano le corporation. Hanno miliardi di dollari e possono pagare gruppi di pressione che fanno cambiare le leggi a loro vantaggio», dichiarò Spike Lee.
Il soggetto e la sceneggiatura del film furono scritti da Michael Genet, un giovane sceneggiatore che aveva avuto un piccolo ruolo in La 25ª ora, diretto da Lee nel 2002. Al degrado morale delle corporation fu aggiunta la storia dell'inseminazione artificiale e il tema del lesbismo. Inoltre Lee inserì dei riferimenti allo scandalo Watergate, con il personaggio di Frank Wills, la guardia notturna che scoprì l'effrazione al Watergate e avvisò la polizia.
Per trovare i finanziamenti per il film, Spike Lee si dovette rivolgere agli europei, poiché negli Stati Uniti faticava a trovare i soldi necessari per realizzare il film, che alla fine ottenne un budget di otto milioni di dollari.

### Cast
La parte del protagonista fu affidata ad Anthony Mackie, che aveva interpretato il precedente film di Spike Lee, Sucker Free City. Per il ruolo di Fatima, Lee aveva pensato inizialmente a Thandie Newton e ad Halle Berry, quindi assegnò il ruolo a Nia Long, ma poco prima dell'inizio delle riprese ci fu un diverbio tra di loro e Lee scritturò Kerry Washington, notata dal regista in alcuni film indipendenti. Come prima cosa, Lee chiese alla Washington di baciare una donna. «Non ha fatto nessuno sforzo per farmi sentire a mio agio. Non è il tipo di registi che coccola i suoi attori», dichiarò l'attrice. Lee scritturò anche l'attrice e modella italiana Monica Bellucci, a cui diede il ruolo di Simona Bonasera, una delle lesbiche ingravidate da Jack.
Per il ruolo del padre di Simona, don Bonasera, mafioso italoamericano, fu contattato Danny Aiello, che aveva interpretato Fa' la cosa giusta, diretto da Lee nel 1989, ma una settimana prima dell'inizio delle riprese l'attore rifiutò. Lee si rivolse quindi suo grande amico e interprete di molti suoi film, John Turturro. «Ho detto a Spike che ero troppo giovane per interpretare il padre della Bellucci, 'Fammi fare suo zio o qualcosa del genere'. Ma poi ho pensato che comunque si trattava di una commedia. Gli ho telefonato di nuovo, ci avevo ripensato. Insomma, alla fine gli ho detto: 'Va bene, ma terrò sempre gli occhiali scuri, d'accordo?' e poi l'ho liquidato: 'Bastardo, adesso sei in debito con me, me ne devi una. Al più presto devi scrivermi un ruolo come si deve, basta con i camei, altrimenti ti tiro una pentolata in testa!'», disse l'attore. Fu contattata anche Rosario Dawson, che però scelse di interpretare Alexander di Oliver Stone.

### Riprese
Durante le riprese, Lee ingaggiò un'esperta di sessualità femminile, che aiutò per due settimane gli attori a prepararsi per i rispettivi ruoli. Per la fotografia del film, Lee ingaggiò il giovane direttore della fotografia Mattew Libatique, noto per aver lavorato con il regista Darren Aronofsky.

## Accoglienza
Il film uscì nelle sale cinematografiche statunitensi il 28 giugno 2004, incassando in totale 366037 $, risultando così il flop più grande nella carriera del regista afroamericano.

### Critica
Le critiche furono unanimemente negative; a ciò si aggiunse il fatto che il film si attirò le ire dei gruppi lesbici che lo trovarono offensivo. In Europa il film fu accolto un po' meglio, e alle critiche negative si aggiunsero alcune critiche positive.

## Colonna sonora
La colonna sonora del film contiene i seguenti brani:
1. Adam n' Eve n' Eve
2. She Hate Me
3. Dos Sperm
4. Snip
5. Will O The Wisp
6. Alex & Fatima Piano
7. Godfather
8. Mafia
9. Bonin
10. Escalade
11. Whistle Blower
12. Solitude
13. Avgo
14. Have You Met Lorna?
15. John Henry Piano
16. You Are Frank Wills
17. Frozen Account
18. My Egg Your Sperm
19. Rough n' Ready
20. BBQ Up On The Hill
21. Could You Love Me Again
22. Oh Boy

## Collegamenti ad altre pellicole
- Il personaggio dell'agente Flood era già presente in La 25ª ora.
- Don Angelo Bonasera rimanda a Don Vito Corleone, interpretato da Marlon Brando in Il padrino, diretto da Francis Ford Coppola nel 1972.